# Carsten Bjørnlund
Carsten Bjørnlund, född 28 juni 1973 i Köpenhamn, är en dansk skådespelare.
Bjørnlund har medverkat i TV-serierna Pakten från 2009, Arvingarna (2014-2017),  DNA och Barracuda Queens från 2023.

## Filmografi (i urval)
- 2009 – Pakten (TV-serie)
- 2011 – The Thing
- 2014–2017 – Arvingarna (TV-serie)
- 2021 – Vit sand (TV-serie)
- 2023 – DNA (TV-serie)
- 2023 – Barracuda Queens (TV-serie)